# Ingress
Ingress (или Ingress Prime) — многопользовательская онлайн-игра с дополненной реальностью, разработанная Niantic Labs для устройств на базе Android и iOS. Игра была впервые выпущена 14 декабря 2013 года для устройств на Android, а затем 14 июля 2014 года для устройств на iOS. Ingress распространяется по модели free-to-play и поддерживает внутриигровые покупки для приобретения дополнительных предметов.
По состоянию на ноябрь 2018 года, мобильное приложение было загружено более 20 миллионов раз по всему миру. В игре используется система GPS мобильного устройства для определения местоположения игрока и взаимодействия с «порталами». Порталы представляют собой физические точки интереса, которые соответствуют реальным достопримечательностям, таким как статуи, памятники, уникальная архитектура, исторические здания и местные общественные центры.

## Синопсис
По сюжету игры, группа учёных из ЦЕРНа в Швейцарии обнаружила неизвестную загадочную энергию, названную «Экзотической Материей» (англ. eXotic Matter, сокр. XM). Она была обнаружена в качестве побочного продукта исследования бозона Хиггса на Большом адронном коллайдере. Люди, узнавшие об этом открытии, разделились на две фракции. Просвещение (англ. Enlightened) — стремятся овладеть новой материей и считают, что эта энергия способна изменять наш способ мышления; сопротивление (англ. Resistance) — рассматривают ХМ как потенциальную угрозу человечеству и считают своей миссией защиту человеческой расы от тех, кто стремится контролировать других с помощью ХМ.

## Игровой процесс

Главный экран «сканера» на котором видно местоположение игрока на карте, а так же порталы, связи и поля.

Игровой процесс Ingress был описан как сочетание элементов геокешинга и захвата флага.
Передвигаясь со своими мобильными устройствами («сканерами»), игроки должны захватывать в виртуальном мире игры порталы, которые находятся на месте различных достопримечательностей в реальном мире. Карта имеет чёрный фон, на ней отсутствуют какие-либо обозначения, за исключением зданий и дорог, выделенных серым цветом, а также водоёмов. Также на карте отображаются Экзотическая Материя и порталы, связи и поля, окрашенные в цвет соответствующей фракции. Расстояния от игрока до внутриигровых объектов измеряются в метрах.
Игроки должны физически находиться рядом с объектами, обозначенными на карте, чтобы взаимодействовать с ними. Местоположение игрока обозначается в виде маленькой стрелки в центре круга радиусом 40 метров. Этот радиус указывает на расстояние, в пределах которого возможно прямое взаимодействие. Игрок видит только своё собственное местоположение, но не местоположение других игроков. Чтобы получить внутриигровые предметы, игрок должен «взломать» ближайший портал..
За различные действия игроки получают очки действия (англ. Action Points, сокр. AP). Накопление AP необходимо для повышения уровня доступа игрока. Максимальный уровень — 16. Как только игрок достигает 16 уровня, он получает возможность «Рекурсии». При этом уровень сбрасывается до первого, а рядом с именем в профиле появляется специальный значок. Также игрок получает медаль «Simulacrum» в своём профиле.
В дополнение к получению AP, определённые действия в игре могут принести игроку медали. Медали, как правило, многоуровневые: бронзовая, серебряная, золотая, платиновая и ониксовая. Начиная с 8-го уровня допуска, для его повышения необходимо заработать медали определённого уровня. Большинство медалей основаны на статистике, например, захват порталов, создание полей и связей и т. д. Некоторые медали ограничены по времени и требуют выполнения действий за определённый промежуток времени. Также существуют эксклюзивные медали, которые можно получить только при участии в специальных мероприятиях.
В сентябре 2014 года компания Niantic ввела в игру миссии — созданные пользователями наборы мест, которые нужно посетить (путевые точки) и взаимодействовать с ними определёнными способами. В некоторых миссиях все путевые точки указаны с самого начала, а в других они открываются по мере продвижения пользователя от одной к другой. За выполнение миссий игрок получает значок за прохождение, который отображается в профиле.

### Порталы
В игре Ingress существует множество «порталов», окружённых скоплением XM. Порталы окрашены в зелёный, синий, красный или серый цвет в зависимости от того, кто их контролирует в данный момент: Просвещение, Сопротивление, Машина, либо не контролируются никем. Игроки захватывают порталы для своей фракции, размещая на них хотя бы один «резонатор». Они также могут добавлять «моды» (модификации) для защиты порталов или увеличения их мощности. Если портал захвачен врагом или Машиной, игрок должен сначала нейтрализовать его, уничтожив резонаторы портала с помощью бустера XMP (англ. eXotic Matter Pulse) или Ultra Strike. Игроки получают игровые предметы (резонаторы, бустеры XMP и т. д.), «взламывая» портал, выбирая эту опцию на своих сканерах. При взломе портала, принадлежащего Машине или противоположной фракции, портал атакует игрока, немного истощая его запас XM. Игроки также могут заработать дополнительные предметы и AP за «взлом глифов» портала: на короткое время показываются несколько узоров, называемых «глифами», и их необходимо повторить в том же порядке в течение определённого времени. Если портал принадлежит Машине, игроки могут вместо «взлома» нейтрализовать его, заставив сбросить свои резонаторы и моды на землю, которые затем можно подобрать.
Порталы обычно ассоциируются со зданиями и достопримечательностями, имеющими историческое или архитектурное значение, такими как скульптуры, фрески и другие произведения искусства, библиотеки, почтовые отделения, мемориалы, культовые сооружения, транспортные узлы, парки и другие места для отдыха и туризма. Игроки, достигшие определённого уровня допуска, могут подать заявку на создание нового портала. Во время запуска игры предполагалось, что это позволит Google генерировать данные для своих сервисов, основанных на геолокации. По состоянию на июль 2016 года сообщество Ingress прислало 15 миллионов порталов, и пять миллионов из них были включены в игру. На момент выхода Ingress Prime в ноябре 2018 года Niantic заявила, что «агенты в более чем 200+ странах приняли участие в более чем 2000 событиях и посетили более 1,2 миллиарда порталов».

### Связи и поля
Два портала с восемью резонаторами, контролируемые одной фракцией, могут быть соединены игроком этой фракции, если он находится в радиусе действия одного из них и имеет ключ от другого. Максимально возможная длина связи зависит от среднего уровня портала и любых модов, усиливающих дальность связи портала. Однако связи между порталами любой фракции, кроме Машины, не могут пересекаться с уже существующими связями. Порталы могут поддерживать подключённые к ним связи и/или поля, если портал содержит не менее трёх резонаторов. Как только количество резонаторов станет меньше трёх, все связи и поля портала уничтожаются. Расстояние между порталами может варьироваться от нескольких метров до тысяч километров, что позволяет создавать обширные сети и укреплять позиции фракции на карте.
Когда три портала соединяются в треугольник, они создают поле контроля, принося Единицы Разума (англ. Mind Units, MU) в пределах этого поля для своей фракции. В контексте игры поля контроля настраивают мышление населения на соответствующее мышление фракции, которой принадлежит поле. Единицы Разума измеряются количеством человек, живущих под этим полем. Соответственно, большие поля приносят больше Единиц Разума. Противоборствующая фракция может уничтожить поле, разрушив одну или несколько образующих его связей.

## Разработка и выпуск
Ingress была выпущена в закрытую бету 15 ноября 2012 года, сопровождаясь вирусной маркетинговой кампанией в интернете. Полноценный релиз состоялся 14 декабря 2013 года для устройств на Android, а затем 14 июля 2014 года для устройств на iOS. Впервые информация об игре появилась 8 ноября 2011 года, а позже она была показана на таких мероприятиях, как Comic Con в Сан-Диего 12 июля 2012 года.
Изначально компания Niantic была частью Google, однако на момент выхода Ingress она отделилась от материнской компании. В 2015 году в Niantic работало 35 сотрудников. В интервью 2013 года говорилось, что Ingress — это «проверка концепции» для других AR-игр, созданных на основе данных Google Maps. Игра была разработана для нишевого рынка геймеров. Данные из Ingress были использованы для покестопов и гимов (точки интереса, вокруг которых строится геймплей) следующей игры Niantic — Pokémon Go, выпущенной в июле 2016 года.

### Ingress Prime
В декабре 2017 года компания Niantic объявила, что в 2018 году будет выпущена основательно переработанная версия игры под названием Ingress Prime с использованием полностью переписанного нового клиента. Новая версия игры отличается тщательно проработанной историей и более ярким графическим оформлением. Технологически новая версия использует наборы инструментов разработки программного обеспечения дополненной реальности ARKit от Apple и ARCore от Google, а сетевой уровень перешёл с JSON на Protobuf в соответствии с инженерным стилем Pokémon Go. Prime была запущена 5 ноября 2018 года в качестве обновления к существующей игре. Niantic также сохранила старую версию и назвала её Scanner [REDACTED]. Цель сохранения старого приложения заключалась в том, чтобы облегчить переход на новую. Niantic отключила и прекратила поддержку старого приложения 30 сентября 2019 года. Niantic рассматривала Ingress Prime как возможность инноваций в разработке геймплея дополненной реальности, которые могут быть применены в других играх, основанных на лицензированных интеллектуальных свойствах. Niantic также скорректировала процедуру инициации новых игроков в Ingress Prime, сделав её более тщательной, основываясь на реакции на процедуру инициации в Pokémon Go.
В апреле 2022 года Niantic впервые внесла серьёзные изменения в игровую механику, разрешив на постоянной основе создание связей короче 500 м под полями. Это изменение открыло для игроков новые стратегические возможности.

## Бизнес модель
Изначально Ingress поддерживалась за счёт рекламы. Компании могли заплатить за то, чтобы их торговые точки использовались в качестве портала в игре, тем самым увеличивая число потенциальных клиентов. В Германии компания Vodafone предложила тарифный план «Ingress» с большим объёмом интернет-трафика для поддержки игры, в дополнение к своим магазинам в качестве порталов. Во Франции Niantic сотрудничала с Unibail-Rodamco, и несколько её торговых центров были включены в игру. В Соединённых Штатах сети Jamba Juice и Zipcar имеют свои спонсорские точки в Ingress.
Другая форма рекламы включает спонсорство внутриигрового оборудования. Игроки могут виртуально приобретать различные инструменты и оружие для использования в игре. К спонсируемым версиям относится «Щит AXA», «Энергетический Куб Lawson», «Энергетический Куб Circle K», «Ito En Transmuter (+/-)», «SoftBank Ultra Link» и «Капсула MUFG», все они относятся к категории «Очень редкие» и имеют улучшенные характеристики, по сравнению с обычными предметами. Внутриигровое спонсорство AXA и MUFG закончилось в декабре 2017 года, а Lawson и Circle K в декабре 2019. Предметы остались в игре, но упоминания о названиях компаний были убраны.
Реальные товары, связанные с Ingress, первоначально были доступны через магазин товаров Google ещё в феврале 2013 года, до того как Niantic отделилась от Google. В октябре 2015 года компания Niantic добавила внутриигровой магазин для покупки предметов с использованием CMU (Chaotic Matter Units), которые можно приобрести за реальные деньги, а также открыла собственный магазин товаров. В магазине продавались такие товары, как футболки и нашивки.
Премьера аниме по мотивам игры состоялась 18 октября 2018 года на канале Fuji TV в блоке программ. Премьера аниме-сериала состоялась на Netflix 30 апреля 2019 года.
В 2021 году компания Niantic представила подписку под названием C.O.R.E. (расшифровывается как Community, Offers, Recognition, Expansion) за 4,99 долларов США в месяц; подписка включает в себя некоторые улучшения игрового процесса.

## Специальные мероприятия
Помимо постоянного соревнования между фракциями, существуют различные мероприятия, проводимые в определённые даты.

### Аномалии
XM Аномалии — это события, в которых игроки из обеих фракций соревнуются в получении очков для своей фракции. Мероприятие проходит в течение выходных, при этом суббота является основным днём. Серия Аномалий XM обычно охватывает два разных уик-энда. Места проведения аномалий могут быть выбраны в зависимости от активности игроков в регионе. Игроки объединяются в отряды в рамках своей фракции, исходя из уровня игрока, знания местности и способа передвижения (например, пешком или на велосипеде). Крупнейшее мероприятие в Японии привлекло более 10 000 игроков.
Места аномалий делятся на две категории: основные (Primary Event) и поддерживающие (Satellite Event). Сотрудники Niantic, а также персонажи сюжета часто посещают мероприятия в основных городах Аномалии. Победа в основных точках даёт больше очков в командном зачёте. Игроки, участвующие в аномалии, независимо от результата, получают в свой профиль уникальную медаль с эмблемой этого события.

## Реакция

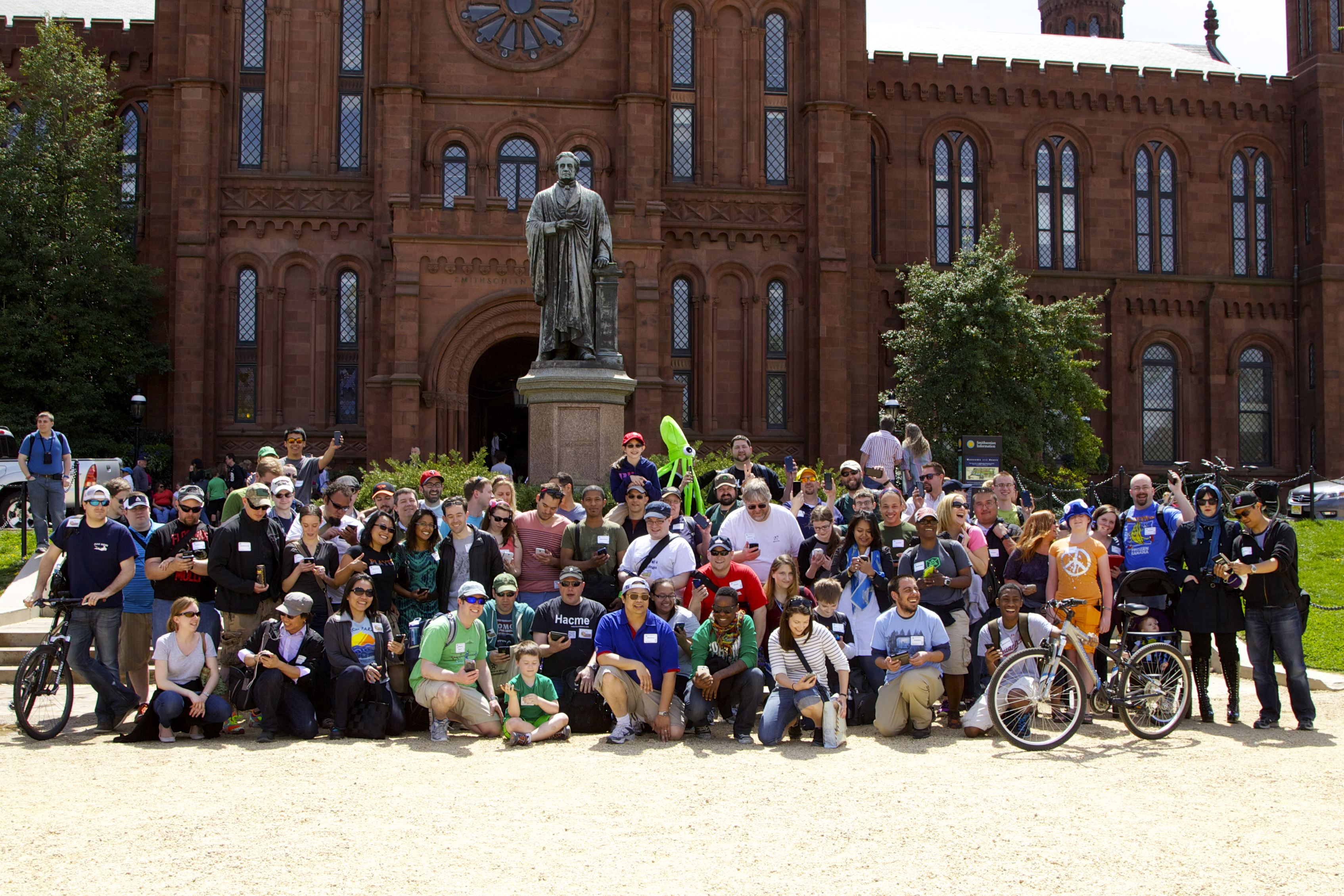
Межфракционная охота за порталами. Вашингтон, 14 апреля 2013 года.

### Отзывы
Ingress стала предметом академического исследования взаимоотношений между регионализмом и глобализмом. Эрин Старк утверждает, что система игры, в которой игроки номинируют порталы, основанные на уличном искусстве, по сути, является тем, что игроки курируют чувство места и более гибкое культурное наследие. Спаннер Спенсер в своём обзоре для PocketGamer отметил, что Ingress не имеет простых способов игры и требует самоотверженности и командной работы.
Ingress рассматривается как экономика дара, где игроки обменивают данные о своём физическом местоположении на игровой процесс. Ingress называют «фитнес-игрой».
Niantic предупреждает игроков о недопустимости незаконного проникновения и подчёркивает, что пользователь несёт ответственность за своё поведение во время игры. Эксперт по правовым вопросам Брайан Вассом считает это важным фактором в снижении правового риска AR-игр, которые направляют игроков в определённое место.
Кай-Уве Вербек утверждает, что ролевая игра в сюжетной линии Ingress бросает вызов и «укрепляет постмодернизм».

#### Награды
- Ingress выиграла в номинации «специальное упоминание» на церемонии награждения Android Players’ Choice Awards 2013[68].
- В 2014 году Ingress получил главный приз 18-го Японского фестиваля медиаискусств в номинации «Развлечения»[69].
- Ingress получила награду Game Designers Award на церемонии Japan Game Awards 2015 года[70].
- В 2019 году Ingress получила награду «Спорт в жизни» от Спортивного агентства Японии[71].

### Воздействие на сообщество и культуру
По данным Алекса Даленберга из American City Business Journals, по состоянию на май 2013 года во всем мире насчитывалось около 500 000 игроков. В интервью, данном в августе 2013 года фан-сайту Decode Ingress, основатель Niantic Джон Ханке сказал: «Было более 1 млн загрузок, и большая часть [пользователей] активна». В феврале 2014 года насчитывалось 2 миллиона игроков. По состоянию на 2015 год игра была скачана более 8 миллионов раз. В 2015 году Niantic сообщила Tom’s Hardware, что у них 7 миллионов активных игроков.
В беседе с CNN Джон Ханке сказал, что он не ожидал, что игроки начнут общаться друг с другом и создавать клубы. Игра обрела поклонников в городах по всему миру, а возраст игроков варьировался от молодых до пожилых людей до такой степени, что для некоторых игровой процесс сам по себе стал стилем жизни. Известны случаи, когда пользователи арендовывали самолёты, вертолёты и лодки, чтобы добраться до порталов, расположенных в отдалённых районах, например, Сибири или Аляски.

#### Межфракционное сотрудничество

Один из примеров межфракционного сотрудничества — это филдарт: «рисование» при помощи связей и полей. На скриншоте филдарт в поддержку Украины, сделанный в марте 2022 года игроками из Бреста, Франция.

Бывают случаи, когда предыстория игры игнорируется, и агенты обеих фракций сотрудничают: например, устанавливая нейтральные зоны или правила ведения боя; для обучения новых игроков; для общения; и иногда для серьёзных реальных целей, таких как чествование погибших. Игра освещалась в местных СМИ, в том числе за организацию игроками таких мероприятий, как создание связей между порталами на военных мемориалах в День памяти. После трагической гибели Шона Коллиера, офицера полиции Массачусетского технологического института, застреленного преступниками во время взрыва на Бостонском марафоне в 2013 году, члены противоборствующих фракций в Массачусетском технологическом институте заключили перемирие. Они создали символический кенотаф при помощи порталов на месте его гибели, чтобы почтить память погибшего.

### Критика
Во время запуска в 2012 году пользователи критиковали Ingress за то, что она очень похожа на Shadow Cities, более старую, ныне не существующую игру с дополненной реальностью. В обеих есть две фракции, которые борются за будущее мира с помощью смартфонов. Хотя игры имеют схожую игровую механику и внешний вид, есть и явные различия. В Shadow Cities игроки находятся в виртуальном мире, который динамически отображается вокруг них, и могут телепортироваться в пределах виртуального мира, в то время как в Ingress порталы — это реальные места. Shadow Cities была закрыта 7 октября 2013 года.
Некоторые игроки привлекли внимание правоохранительных органов. Поскольку игрокам может потребоваться время для успешного «взлома» портала, некоторые играют медленно передвигаясь по территории, что не рекомендуется разработчиками игры. Центр интернет-безопасности рекомендовал сотрудникам правоохранительных органов ознакомиться с игрой и предупредил, что может быть трудно определить, использует ли реальный злоумышленник игру в качестве прикрытия. Кроме того, игроки использовали неофициальные приложения для преследования друг друга.
В 2014 году 16-летний игрок в Бразилии погиб после того, как его сбил автобус во время игры. В 2015 году ирландский игрок упал в море и утонул при попытке запечатлеть в качестве нового портала маяк Пулбег в ночное время.
В сентябре 2019 года компания Niantic сообщила своим игрокам, что события Аномалии XM станут платными. Это стало неприятным сюрпризом для игроков, поскольку следующая аномалия должна была стартовать через четыре недели. Другая критика в адрес платных мероприятий заключалась в том, что их организация ложилась в основном на самих игроков, а Niantic принимали лишь незначительное участие.